# تیم مایوت
 تیم مایوت (انگلیسی: Tim Mayotte؛ زاده ۳ اوت ۱۹۶۰) یک تنیس‌باز اهل ایالات متحده آمریکا است.